# Margrét Frímannsdóttir
Margrét Frímannsdóttir (nascida a 29 de maio de 1954) é uma ex-política e líder partidária islandesa. Membro do Althing entre 1987 e 2007, ela representou primeiro a Aliança do Povo e depois a Aliança Social Democrática (SDA).

## Biografia
Frímannsdóttir graduou-se em estatística pela Selfoss School of Computer Science e durante algum tempo estudou na Fjölbrautaskóli Suðurlands. Ela trabalhou como assistente de loja, professora na Escola Primária de Stokkseyri e chefe do distrito de Stokkseyri (1982–1990).
Frímannsdóttir foi eleita pela primeira vez para a Althing pelo partido Aliança do Povo no círculo eleitoral do Sul em 1987. A partir de 1999 ela fez parte da Aliança Social Democrática, servindo no parlamento até 2007. Ela serviu como presidente do caucus parlamentar da Aliança do Povo (1988–1992) e líder do partido (1995–1999).
Frímannsdóttir foi a líder do SDA nas eleições de 1999 e, posteriormente, foi a vice-presidente do partido (2000–2003) e presidente do caucus parlamentar (2004–2006).
Entre 2009 e 2015 foi directora da prisão de Litla-Hraun.
Frímannsdóttir tem interesse pela horticultura.